# فرودگاه محلی ریدینگ
 فرودگاه محلی ریدینگ (به انگلیسی: Reading Regional Airport) (به زبان بومی: Carl A. Spaatz Field) یک فرودگاه همگانی بهره‌برداری هوایی با کد یاتا RDG است که یک باند فرود آسفالت دارد و طول باند آن ۱۹۳۵ متر است. این فرودگاه در کشور ایالات متحده آمریکا قرار دارد و در ارتفاع ۱۰۵ متری از سطح دریا واقع شده است.